# Kenny Miller
Kenneth ("Kenny") Miller (Edinburgh, 23 december 1979) is een Schots profvoetballer die doorgaans als centrumspits speelt. Sinds 2014 staat hij onder contract bij Rangers FC. Eerder kwam hij onder meer uit voor de Vancouver Whitecaps, Celtic, Bursaspor en Cardiff City.

## Interlandcarrière
Miller speelt ook voor het Schots voetbalelftal. Hij maakte op 25 april 2001 in de vriendschappelijke uitwedstrijd tegen Polen (1-1 gelijkspel) zijn debuut voor de nationale ploeg, toen hij na 80 minuten inviel voor doelpuntenmaker Scott Booth.

## Erelijst
- Wolverhampton Wanderers
  - Championship: 1 (2003)
- Rangers FC
  - Premier League: 2 (2009, 2010)
  - Scottish Cup: 1 (2009)
  - League Cup: 1 (2010)